# 닌자 익스프레스
《닌자 익스프레스》(Ninja Express)는 프랑수아 레츨스키가 참여한 벨기에와 프랑스 합작의 코미디 애니메이션 시리즈이다.
영어가 쓰이지만 자세한 대사가 나오지 않는다. 한국에서는 2021년 카툰네트워크 코리아에서 한국어 자막판으로 방송했으며, 대사가 쓰이지만 자세한 대사가 나오지 않기 때문에 자막은 간단한 대사를 해석해주는 용도에 가깝게 사용된다.

## 등장인물
닌자들의 인명 표기는 일본어 단어에서 유래되었지만 카툰네트워크에서 방송된 한국어 자막판에서는 일본어 외래어 표기법을 따르지 않는다.
- 아카
- 콘페키/곤페키
- 키로/기이로